# فیلم نوآر
فیلم نوآر (‎/nwɑːr/‎; فرانسوی: [film nwaʁ]) یا فیلم سیاه به عنوان یکی از تاثیرگذارترین گونه‌های سینمایی قرن بیستم میلادی، بیش از هر چیز بازتابی از اضطراب‌ها و دغدغه‌های جامعه پس از جنگ جهانی دوم است. این گونه که ریشه در ادبیات جنایی و پلیسی دهه‌های ۱۹۳۰ و ۱۹۴۰ دارد، با ترکیب عناصر بَصَری خیره‌کننده و روایت‌های پیچیده، تصویری تاریک و چندلایه از زندگی نوگرا ارائه می‌دهد. فیلم‌های سیاه نه تنها به دلیل سبک بصری متمایزشان — با سایه‌های عمیق، ترکیب‌بندی‌های نامتعارف و نورپردازی‌های تماشایی — شناخته می‌شوند، بلکه به خاطر شخصیت‌های ضدقهرمان، پیرنگ‌های پر از فریب و پایان‌های تلخ نیز شهرت دارند.  
خاستگاه این سبک را می‌توان در مهاجرت کارگردان‌های هیجان‌نمای آلمانی به هالیوود جست‌وجو کرد که سبک بصری خود را با درام‌های جنایی آمریکایی تلفیق کردند. فیلم‌هایی مانند شاهین مالْت ساخته جان هی‌یوستِن و بانویی از شانگهای اثر اُرسِن وِلِز، نمونه‌هایی هستند که بسیاری از مؤلفه‌های اولیه گونه سیاه را پایه‌گذاری کردند. ساخت فیلم‌نوآر به هالیوود محدود نماند و در چندین دوره در اروپا، آمریکای لاتین و آسیا نیز ساخته‌ شد. با این حال، این گونه تنها به دهه‌های ۱۹۴۰ و ۱۹۵۰ محدود نمی‌شود، و تأثیر آن را می‌توان در سینمای معاصر نیز مشاهده کرد، جایی که فیلم‌سازان از مضامین و شگردهای بصری این سبک برای خلق آثاری خاطره‌انگیز یا بازتعریف‌شده بهره می‌برند. 

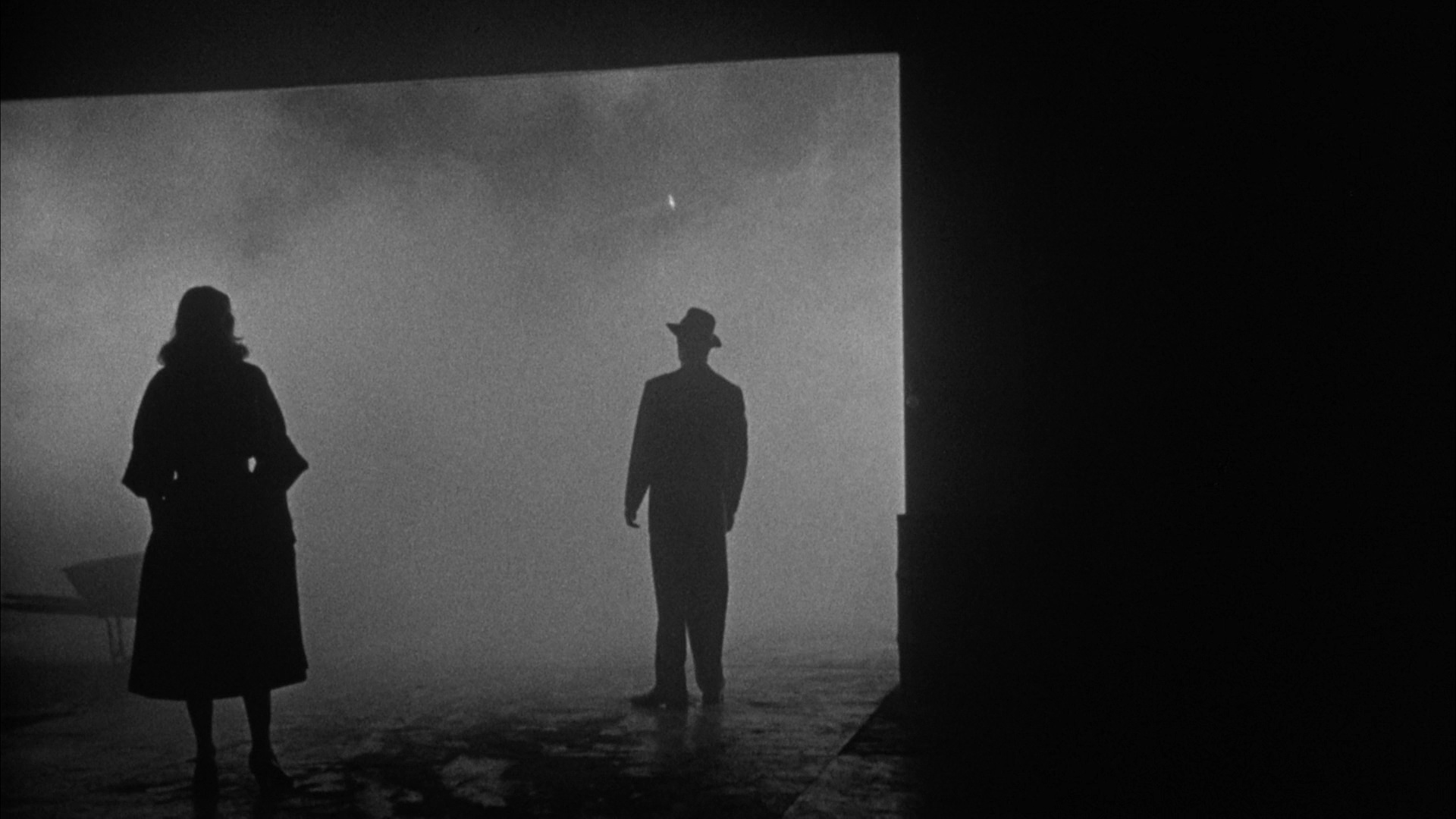
نمایی از فیلم شبکه گسترده محصول سال ۱۹۵۵ میلادی/۳۴–۱۳۳۳ شمسی؛ فیلم به داستان کارآگاهی می‌پردازد، که عاشق معشوقه جنایتکاری شده، که به‌دنبال دستگیری اوست.

در هسته مرکزی فیلم‌های سیاه، مفاهیمی چون سرنوشت، فساد اخلاقی و ناامیدی نهفته است. قهرمانان این فیلم‌ها اغلب مردانی تنها و آسیب‌دیده هستند، که در جهانی پر از فریب و خیانت گرفتار شده‌اند. زنان اغلب در نقش‌های مرموز و فریبنده ظاهر می‌شوند، که گاه به عنوان عامل اصلی سقوط قهرمان عمل می‌کنند. این نوع شخصیت‌پردازی همراه با فضاسازی‌های شهری تاریک و پر از خطر، به ایجاد حس بی‌اعتمادی و بدگمانی کمک می‌کند.  
فیلم سیاه، با وجود عمر نسبتاً کوتاهش در دوران طلایی هالیوود، به یکی از مورد مطالعه‌ترین گونه‌های سینمایی تبدیل شد، و نفوذ آن فراتر از سینما، به ادبیات، عکاسی و حتی بازی‌های ویدئویی گسترش یافت، که این نشان‌دهنده جذابیت ماندگار داستان‌های تاریک و شخصیت‌های پیچیده است.

## طبقه‌بندی و تعریف گونه سیاه[نیازمند منبع]
برخلاف دیگر گونه‌ها مانند وسترن که به‌راحتی می‌شود آن‌ها را تعریف و طبقه‌بندی کرد، سبک سیاه همواره ابهام‌آمیز و معماگونه بوده و با هر طبقه‌بندی ناسازگار بوده است. این که آیا سیاه یک گونه است یا مجموعه‌ای منسجم از فیلم‌ها، بی‌پاسخ مانده است.

## تاریخچه[نیازمند منبع]
نوآر را نخستین بار نینو فرانک در ۱۹۴۶ به‌کار برد. البته این اصطلاح تا مدت‌ها رواج نیافت و زمانی گذشت تا وارد بحث‌های تئوریک سینمایی شود. سرانجام در دهه ۷۰ بود که نوآر، گسترده استفاده شد.
در ۱۹۵۵ ریمون بورد و اِتیِن شامتون در مقاله‌ای تاریخی با نام «چشم‌انداز فیلم‌نوآر آمریکایی» ادعا کردند که در ۱۹۴۶ سینماروهای فرانسوی به برخی فیلم‌های آمریکایی برخوردند که در سال‌های جنگ ندیده‌بودند. آثاری که به قول آن‌ها در لحن ناروال و خشن مشترک بودند. آن‌ها این فیلم‌ها را چنین فهرست کردند: کابوس‌وار، غریب، اروتیک، پُرتعلیق و خشن، بررسی جنایت و جنبه‌های روان‌شانسی آن، مأموران فاسد، قهرمانان مردّد، لکاته‌گان و …
سینمای سیاه، خاص و به‌شدت سبک‌مند است. در دوران کلاسیک معمولاً شخصیت‌های اول این آثار، منزوی و به‌شدت کلبی‌مسلک بودند که شاید بتوان هامفری بوگارت را نماد آن‌ها دانست. تعریف فیلم‌ سیاه وام‌دار اوست.

## ویژگی‌های سبک
زیبایی‌شناسی گونه سیاه سنتی شاید بیش از هر چیز از هیجان‌نمایی آلمانی اثر گرفته‌باشد. هیجان‌نمایی، جریانی هنری در آلمانِ ۱۹۱۰ تا ۱۹۲۰ بود که در نقاشی، تئاتر، عکاسی، مجسمه‌سازی، معماری و سینما حضور داشت. برخی از تکنیک‌ها و شاخص‌های آن که کمتر مورد مناقشه‌اند و در واقع مؤلفه‌های فیلم‌ سیاه شده‌اند، چنین‌اند:
- بسیاری از صحنه‌ها در شب می‌گذرند و نورپردازی پُرکنتراست بر صحنه‌ها حاکم است.
- مانند هیجان‌نمایی آلمان، با قاب‌بندی‌های مورب و خطوط شکسته روبه‌رو هستیم که بی‌ثباتی و بی‌تعادلی القا می‌کنند.
- خیابان‌های خلوت سیاه عموماً خیس و باران‌خورده هستند.
- اندوه‌ناک است و جبری. انگار تقدیری بر پیشانی شخصیت‌ها حک شده و گریزی از آن نیست.
- از نظر نمادها؛ خیابان‌های تاریک، پیاله‌فروشی‌های کوچک و آپارتمان‌های مدرن دارد.
- از نظر سبک؛ راوی، فلاش‌بک، نورپردازی‌های هیجان‌نما‌گرا، ترکیب‌بندی‌های بی‌مرکز و بی‌ثبات دارد
- از نظر روایی؛ تأکید بر انگیزه‌های روان‌شناختی نامتعارف، سرگشتگی و سرخوردگی قهرمان مرد به دنبال درست پیش‌نرفتن برنامه‌اش.[۷] بسیاری از مؤلفه‌ها و نگرش‌های گونه سیاه در آغاز از مکتب ادبی هاردبویلد (به انگلیسی: Hardboiled)[۸] در داستان‌های جنایی، در دوران رکود بزرگ آمریکا، سرچشمه گرفته‌بود.

## فیلم‌ سیاه در ایران
رگه‌هایی از سینمای سیاه در فیلم‌های بلند ایرانی همچون ضربت ساموئل خاچیکیان، داش آکل مسعود کیمیایی و همچنین سریال بازنده امیر حسین‌پور دیده می‌شود

## پیوندهای وابسته
- نو سیاه

## پی‌نوشت
1. ↑  «Film noir (fr.)». واژه‌های مصوب.
2. ↑  عناصر بصری در سینما شامل عناصری از قبیل تصویر، رنگ، نور و زاویه دوربین است که برای انتقال احساسات، معنا و روایت در فیلم استفاده می‌شوند.
3. ↑  ترکیب‌بندی نامتعارف در سینما به معنای شکستن قواعد مرسوم تصویربرداری است. این روش با انجام کارهایی از قبیل استفاده از زوایای غیرمعمول، فاصله‌گذاری عجیب یا عناصر بصری غافلگیرکننده، حس بی‌ثباتی، تنش یا خلاقیت را منتقل می‌کند.
4. ↑  پیرنگ پر از فریب روشی است که با کارهایی مثل ارائه اطلاعات نادرست، تغییر راوی یا نمایش ناگهانی حقایق، سعی در غافلگیری مخاطب دارد.
5. ↑  شگرد بصری در سینما مهارتی است که با ترکیب عناصری مثل تصاویر، رنگ، نور و حرکت، سعی در انتقال احساس یا مفهومی خاص به تماشاگر دارد. از این روش برای تقویت داستان، ایجاد فضاسازی یا تأثیرگذاری عاطفی استفاده می‌شود. از نمونه‌های آن می‌توان به استفاده از نماهای بسته برای نشان دادن تنش، یا رنگ‌های سرد برای اِلقای غم اشاره کرد.
6. ↑  دوران طلایی هالیوود به دهه‌های ۱۹۲۰ تا ۱۹۶۰ از تاریخ سینمای آمریکا اشاره دارد، که در آن استودیوهای بزرگ کنترل کامل بر تولید، توزیع و نمایش فیلم‌ها داشتند. این دوران با فیلم‌های ماندگار، ستاره‌های افسانه‌ای و سبک‌های سینمایی متمایز شناخته می‌شود.
7. ↑  فیل، فرد،1391، سایه‌های نوآر، خانه آتش گرفته است، نوآر خانوادگی در مخمل آبی و ترمیناتور 2، انتشارات مینوی خرد، ص265
8. ↑  جریانی در ادبیات داستانی پلیسی که نویسندگانی چون دشیل همت و ریموند چندلر داشت

- کاوه، علیرضا، چنین سیاه آینه‌ای، تهران ۱۳۹۵
- https://web.archive.org/web/20051210231918/http://www.greencine.com/static/primers/noir.jsp
- http://www.lib.berkeley.edu/MRC/Noirbib.html
- http://rogerebert.suntimes.com/apps/pbcs.dll/article?AID=/19950130/COMMENTARY/11010314/1023

```
بایگانی‌شده
  در ۲۰ ژانویه ۲۰۱۳ توسط 
Wayback Machine
```